# North East Gate
North East Gate (in spagnolo Puerta de Noreste) è l'unico valico confinario che collega la Base navale di Guantánamo (Stati Uniti) con Màrtires de la Frontera ed il circostante territorio cubano, il passaggio è limitato dal 1962, ed è permesso solo ai lavoratori cubani provenienti soprattutto dalle vicine città di Guantanamo e Caimanera.
Il valico è controllato dall'United States Coast Guard e dalle FAR (Forze Armate di Cuba).
Il valico è stato attivato nel 1902 in seguito alla cessione della Base navale di Guantánamo da Cuba agli Stati Uniti, come punto di controllo per l'accesso alla base navale; in seguito alla presa di potere di Fidel Castro nel 1959, ed alla Crisi di Cuba nel 1962 è diventato un confine vero e proprio.

## Galleria d'immagini

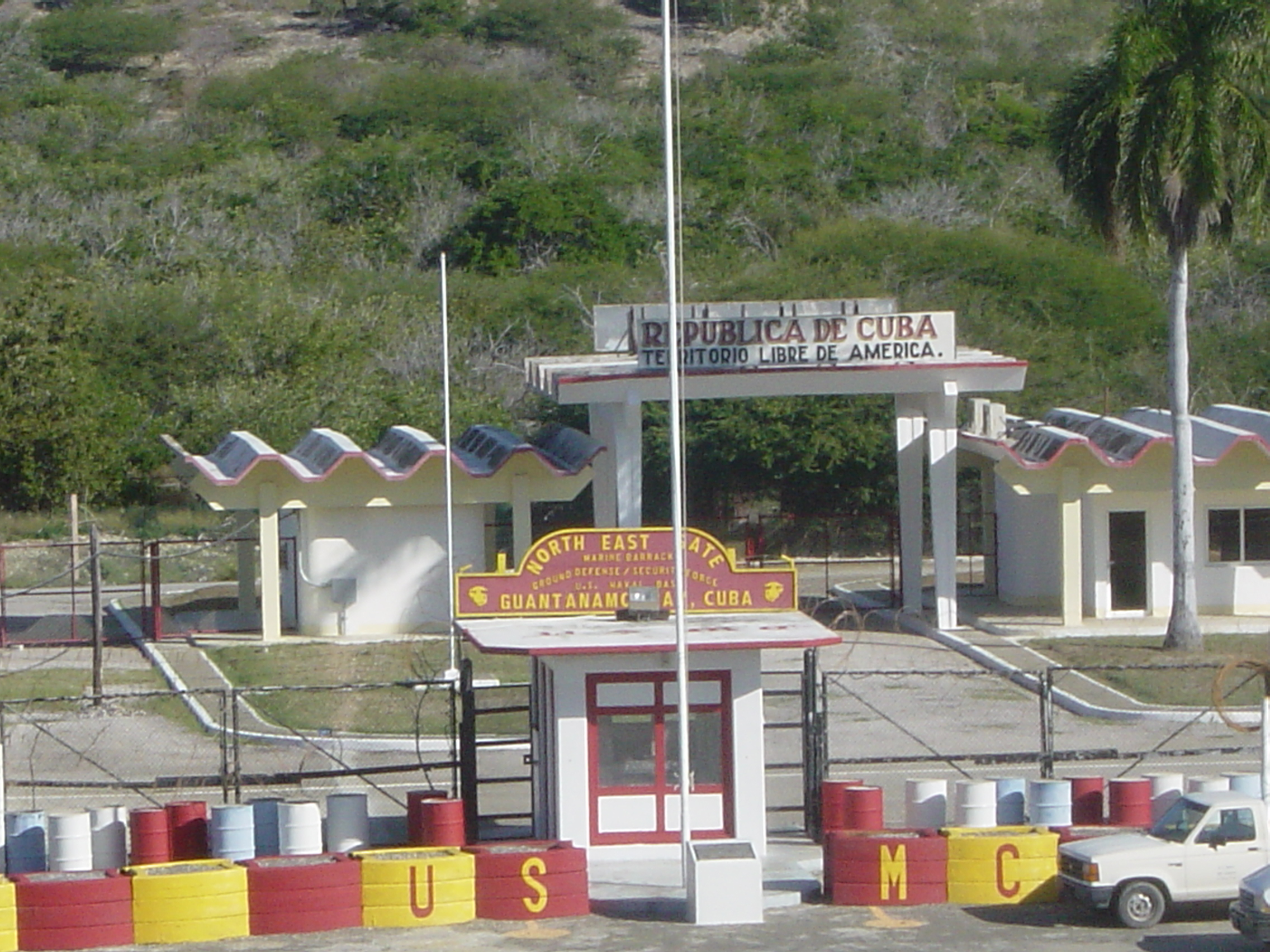
Immagine del valico
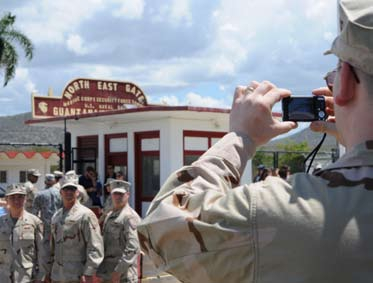
Guardie costiere americane sul valico di confine
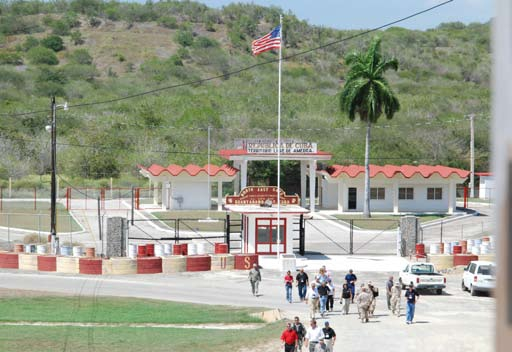
Altra immagine del valico